# جونجو رومانتيكا
جونجو رومانتيكا (純情ロマンチカ رومانتيكا القلب الصافي) هو اسم سلسلة مانغا من تأليف شونجيكو ناكامورا وسلسلة أنمي تم عرضها من 10 أبريل 2008 إلى 27 ديسمبر من العام ذاته.
تتحدث السلسلة عن (حب الفتيان) وتظهر من خلالها عدة قصص لمجموعه من الفتيان. فهناك الكاتب الذي وقع في حب طالب مدرسة وهي القصة الاساسية في هذه السلسلة، وأخ الزوجة الذي وقع في حب زوجها عندما تطلقا، وطبيب أطفال يقع في حب أستاذ في الجامعة يكبره ب 4 أعوام
وهاتان القصتان هما قصتان غير رئيسيتان فالمحمور السلسة تدور حول الكاتب _الذي يحوال ان يجعل طالب المدرسة يقع في حبه_ وطالب المدرسة الذي يكن للكاتب بالحب ولكن لا يفصح عن ذلك إلا في نهاية الحلقات.
تدور في هذه السلسلة الكثير من الاحداث الدرامية والغرامية بين هذه القصص ويتدخلها سوء تفاهم ومشاكل تدور بينهم ولكن بنهاية كما هو معتاد يعود الجميع لأحبائهم بنهاية، للسلسلة 3 أجزاء كل جزء يتكون من 12 حلقة، وهناك إشاعات حول صدور الجزء الرابع.

## الشخصيات
- تاكاهاشي ميساكي:

طالب مدرسة يبلغ من العمر 18 عاماً ثم يبلغ 19 من العمر في إحدى الحلقات، وهو الاخ الصغر لتاكاهيرو, كان حلمه هو ان يذهب إلي جامعة ميتسوهاشي التي لم يستطع اخوه من دخولها لأعتنائه به عندما مات والديه في الثامنة من عمره، هو شخصية تبدو انها مزعجة وصبيانية ولكن في وقت لاحق وعند التعمق فيه تكتشف انه شخص يصر على فعل بعض الاشياء والتي قد تكون مزعجة للشخص الآخر ; ويرجع السبب انه ما زال يلوم نفسه على موت والديه (لأنه لو لم يطلب منهما ان يعودوا باكراً في ذلك الوقت الماطر ما كان حصل ذاك الحادث الذي سبب بوفاتهما) وفي نهاية المطاف تبدأ علاقة حب بينه وبين معلمه _ الذي يكون الصديق العزيز لأخوه_ أكيهيكو يوسامي.
- أكيهيكو يوسامي:

مؤلف وكاتب روايات خيالية ومثيرة يبلغ من العمر 28 سنة، وهو اصغر شخص حصل على جائزة نيوموري_التي تكون خاصة بالكُتّاب_ وكما انه يكتب روايات (حُب الفتيان) تحت اسماٍ اخر، شخصيته غامضة بعض الشيء وقليلاً ما يتكلم عن نفسه ولكنه مغروراٌ إلي حد ما وهو مخلص في عمله جداً، لقبه هو يوساغي ومعناه بالعربية (أرنب) وهو الصديق المقرب لتاكاهيرو والذي يقع في حبه سابقاً ولكنه لم يفصح أو يعبر عن مشاعره تجاه صديقه خوفاً من أن يخسره، ثم يقع في حب شقيقه ميساكي بسبب موقف يحدث في بداية الحلقات ومع
مجريات الحلقات يصبح كل من يوساغيو ميساكي عاشقين لبعضهما البعض، ولكن ميساكي لم يعرف ان انه كان على علاقة مع شخص آخر وهو هيروكي كاميجو وهو أستاذ في الجامعة.
- تاكاهاشي تاكاهيرو:

هو الشقيق الأكبر لميساكي يبلغ من العمر 28 عاماً، وهو صديق الطفولة لأكيهيكو , ترك الدراسة للأعتناء بأخيه الصغير بعد وفاة والديهما ويتعرف على فتاة ويتزوجها وهي  كاجوارا مانامي وينتقل إلى مدينة أوساكا بسبب عمله، وكانت شخصيته في هذه السلسلة تدور حول كيفية حماية اخيه والاعتناء به.
- هاروهيكو أوسامي:

الاخ الأكبر لأكيهيكو البالغ من العمر 30 عاماً غير الشقيق (من أم أخرى) يكن الكره لأخيه أكيهيكو , شخصيته باردة بشكل عام، كان يريد ان يصبح مهندساً معمارياً ولكنه أصبح يدير شركات أوسامي وفي إحدى الحلقات يعبر هاروهيكو عن حبه تجاه ميساكي ولكنه حبٌ من طرف واحد يجبره والده على التزوج بقريبته ولكنه يرفض ذلك وفي نهاية الحلقات يخبره ميساكي انه لا يستطيع ان يبادله الشعور بالحب لأنه يحب أخاه أكيهيكو.
- هيروكي كاميجو:

مدرس في الكلية التي يدرس بها الطالب ميساكي يبلغ من العمر 29 عاماً، لقبه بالمدرسة هو كاميجو بالعربية (الشيطان) حيث كان مصدر خوفاٍ لطلاب الكلية، كان على علاقة حب مع صديق طفولته أكيهيكو والذي كان يستغل حب أكيهكو لتاكاهاشي تاكاهيرو ولكن في النهاية ينفصلا عن بعضهما ثم يتعرف على شخص اسمه نواكي كوساما وتبدأ علاقة حبٍ بينها، هو شخصية وحيدة وغير عاطفي ولكن في الحقيقة هو شخص خجول جداً ومرهف الإحساس، كان يلقبه نواكي بهيرو-سان.

## روابط خارجية
- جونجو رومانتيكا على موقع IMDb (الإنجليزية)
- جونجو رومانتيكا على موقع ميتاكريتيك (الإنجليزية)
- جونجو رومانتيكا على موقع كينوبويسك (الروسية)
- جونجو رومانتيكا على موقع قاعدة بيانات الفيلم (الإنجليزية)
- جونجو رومانتيكا على موقع ANN anime (الإنجليزية)
- جونجو رومانتيكا على موقع ANN manga (الإنجليزية)